# 호지 쌍대
미분기하학에서 호지 쌍대(Hodge雙對, Hodge dual)는 미분 형식을 그 여차원의 미분 형식으로 변환시키는 연산이다. 기호는 별표({\displaystyle *}). 호지 별표(Hodge star)로도 부른다.

## 정의
{\displaystyle (M,g)}가 {\displaystyle n}차원 유향 리만 다양체 또는 준 리만 다양체이고, {\displaystyle \alpha }가 그 위에 정의된 {\displaystyle k}차 미분 형식이라고 하자 ({\displaystyle 0\leq k\leq n}). 그렇다면, 준 리만 계량의 음악 동형을 통하여, {\displaystyle k}차 미분 형식을 {\displaystyle (k,0)}차 완전 반대칭 텐서로 대응시킬 수 있다.
{\displaystyle (-)^{\#}\colon \Omega ^{p}(M)\to \Gamma \left(\bigwedge ^{k}\mathrm {T} M\right)}
지표로 쓰면 이는 다음과 같다.
{\displaystyle (\alpha ^{\#})^{i_{1}i_{2}\dotsb i_{p}}=g^{i_{1}j_{1}}\dotsm g^{i_{p}j_{p}}\alpha _{j_{1}\dotso j_{p}}}
이제, {\displaystyle \alpha \in \Omega ^{p}(M)}의 호지 쌍대는 다음과 같다.
{\displaystyle \star \alpha =\alpha ^{\#}\lrcorner \omega \in \Omega ^{n-p}(M)}
여기서
- {\displaystyle \lrcorner }는 {\displaystyle (p,0)}차 완전 반대칭 텐서와 {\displaystyle n}차 미분 형식 사이의 내부곱이다.
- {\displaystyle \omega \in \Omega ^{n}(M)}는 준 리만 계량 및 방향으로 정의되는 부피 형식이다.

지표로 쓰면,
{\displaystyle \omega _{i_{1}\dotso i_{n}}={\sqrt {|\det g|}}\epsilon _{i_{1}\dotso i_{n}}}
이므로,
{\displaystyle (\star \alpha )_{i_{p+1}\dotso i_{n}}={\frac {1}{p!}}{\sqrt {|\det g|}}\epsilon _{i_{1}\dotso i_{n}}g^{i_{1}j_{1}}\dotsm g^{i_{p}j_{p}}\alpha _{j_{1}\dotso j_{p}}}
이다. 여기서 {\displaystyle \epsilon ^{i_{1},\dots ,i_{n}}}은 {\displaystyle n}차원 레비치비타 기호이다.

### 벡터 값 미분 형식의 호지 쌍대
보다 일반적으로, 유향 준 리만 다양체 {\displaystyle (M,g)} 위의 벡터 다발 {\displaystyle E}가 주어졌다고 하자. 그렇다면, {\displaystyle E}값의 {\displaystyle k}차 미분 형식 {\displaystyle \alpha \in \Omega ^{k}(M;E)}에 대하여 마찬가지로 호지 쌍대를 정의할 수 있다.
{\displaystyle \alpha ^{\#}\in \Gamma \left(\bigwedge ^{k}\mathrm {T} M\otimes E\right)}
{\displaystyle \star \alpha =\alpha ^{\#}\lrcorner \omega \in \Omega ^{n-p}(M;E)}
즉, 성분으로 쓰면 다음과 같다.
{\displaystyle (\star \alpha )_{i_{p+1}\dotso i_{n}}^{a}={\frac {1}{p!}}{\sqrt {|\det g|}}\epsilon _{i_{1}\dotso i_{n}}g^{i_{1}j_{1}}\dotsm g^{i_{p}j_{p}}\alpha _{j_{1}\dotso j_{p}}^{a}}

## 성질

### 쌍대성
{\displaystyle \alpha }가 {\displaystyle (n-q,q)}차원 준 리만 다양체 위에 정의된 {\displaystyle k}차 미분 형식이라고 하자. 그렇다면
{\displaystyle \star \star \alpha =(-1)^{k(n-k)+q}\alpha }
이다. 특히, 만약 {\displaystyle n}이 짝수라면, 이는 선형 변환
{\displaystyle \star \colon \Omega ^{n/2}(M)\to \Omega ^{n/2}(M)}
을 정의한다. 만약 {\displaystyle \star \star =+1}인 경우, 가운데 차수 미분 형식은 자기 쌍대 미분 형식(영어: self-dual differential form)
{\displaystyle \alpha =\star \alpha }
과 자기 반쌍대 미분 형식(영어: anti-self-dual differential form)
{\displaystyle \alpha =-\star \alpha }
으로 분해된다.
{\displaystyle \alpha ={\frac {1}{2}}(\alpha +\star \alpha )+{\frac {1}{2}}(\alpha -\star \alpha )}
만약 {\displaystyle \star \star =-1}인 경우, 이는 가운데 차수 미분 형식의 실수 벡터 공간에 복소구조를 정의한다.

### 내적
이제, 다음과 같은 내적을 생각하자.
{\displaystyle \langle \alpha ,\beta \rangle =\int _{M}(\alpha ^{\#}\lrcorner \beta )\omega =\int _{M}{\frac {1}{p!}}g^{i_{1}j_{1}}\dotsm g^{i_{p}j_{p}}\alpha _{i_{1}\dotsb i_{q}}\beta _{j_{1}\dotsb j_{q}}{\sqrt {|\det g|}}\,\mathrm {d} ^{n}x}
이는 물론 수렴하지 않을 수 있다. 그러나 부분 공간
{\displaystyle \left\{\alpha \in \Omega ^{p}(M)\colon \langle \alpha ,\alpha \rangle <\infty \right\}}
위에서 이 연산은 잘 정의되며, 이에 대한 완비화를 취하면 이는 실수 힐베르트 공간을 이룬다. 이를 {\displaystyle H^{p}}로 표기하자. ({\displaystyle p=0}인 경우 이는 르베그 공간 {\displaystyle \operatorname {L} ^{2}(M)}과 같다.) 이에 대하여 마찬가지로 쐐기곱을
{\displaystyle (\wedge )\colon H^{p}\otimes H^{q}\to H^{p+q}}
로 정의할 수 있다. 
그렇다면, 임의의 {\displaystyle \alpha \in H^{p}}에 대하여 다음이 성립한다.
{\displaystyle \forall \beta \in H^{p}\colon \beta \wedge \star \alpha =\langle \beta ,\alpha \rangle _{H^{p}}\omega \in H^{n}}
즉, 이 경우 호지 쌍대 연산은 힐베르트 공간의 내적과 쐐기곱 사이의 변환이다.

### 공미분
미분 형식의 공미분(codifferential) {\displaystyle \delta }는 미분 형식의 차수를 1 증가시키는 연산으로, 외미분 {\displaystyle d}에 대응하는 연산이다. 이는 다음을 만족한다.
{\displaystyle \langle \delta \alpha ,\beta \rangle =\langle \alpha ,\mathrm {d} \beta \rangle }.
따라서 이는 다음과 같이 쓸 수 있다. {\displaystyle \alpha }가 {\displaystyle k}차 형식이라면,
{\displaystyle \delta \alpha =(-1)^{k}\star ^{-1}\mathrm {d} \star \alpha }
이다.
공미분은 외미분과 마찬가지로 항등식 {\displaystyle \delta ^{2}=0}을 만족시킨다.
미분 형식에 대한 라플라스-벨트라미 연산자 {\displaystyle \Delta }는 공미분을 사용하여 다음과 같이 쓸 수 있다.
{\displaystyle \Delta =(d+\delta )^{2}=d\delta +\delta d}.

## 역사
윌리엄 밸런스 더글러스 호지가 호지 이론의 일부로서 도입하였다.